# Calco (Italia)

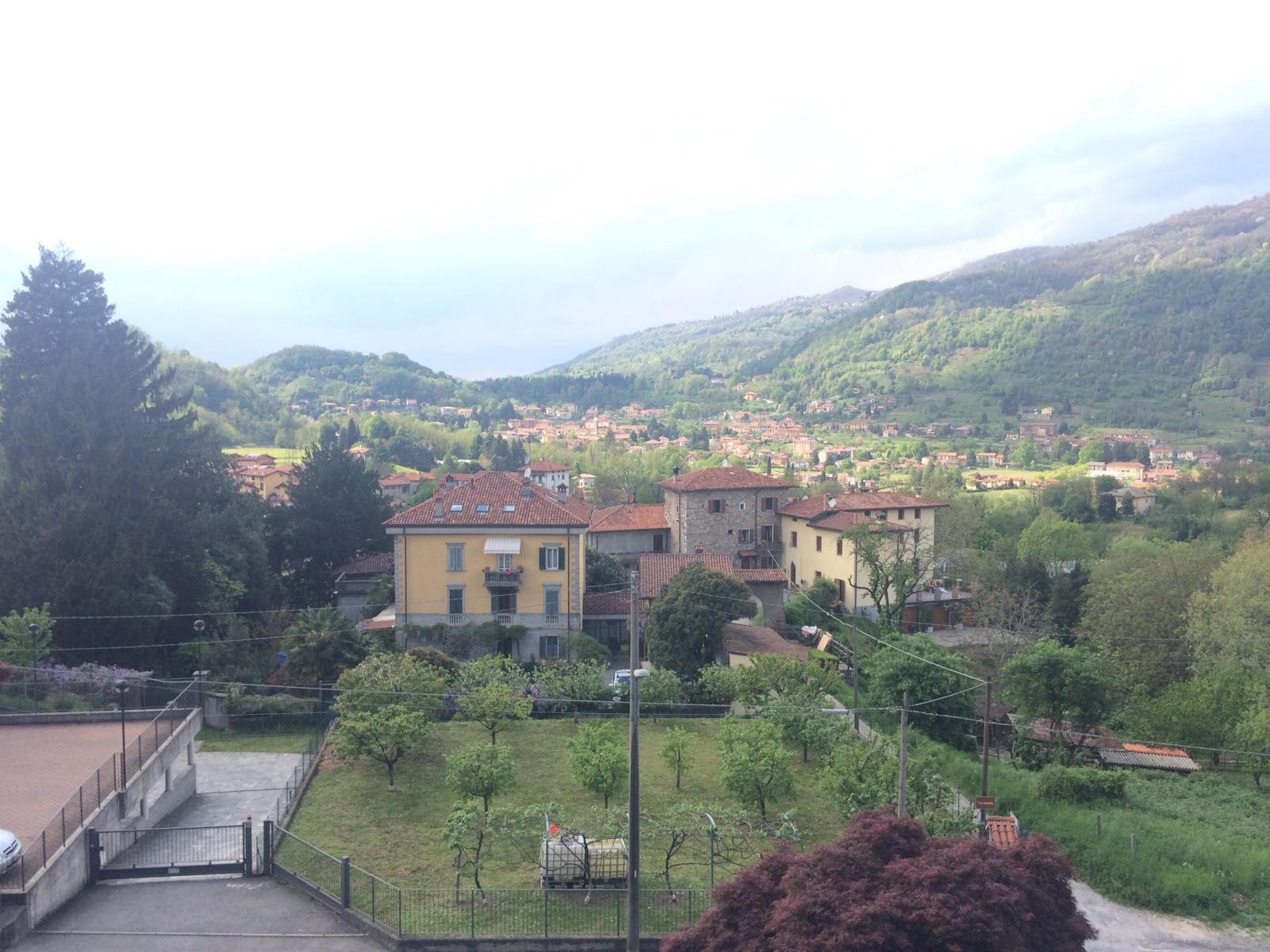
Panorama di Calco

Calco (Calch in dialetto brianzolo) è un comune italiano di 5 451 abitanti della provincia di Lecco in Lombardia.

## Geografia fisica

### Territorio
È ubicato tra le colline che fiancheggiano l'Adda, a nord-ovest del lago di Sartirana. Comprende anche il vicino centro di Arlate, situato più ad est, su di un terrazzamento prospiciente il corso del fiume Adda.
Il territorio è per la maggior parte collinare con un'altezza minima di 193 m s.l.m. e massima di 379 m s.l.m..

### Sismicità
Calco è classificata come zona sismica 4 (Classificazione sismica dell'Italia) a cui corrisponde una pericolosità molto bassa, per cui le possibilità di danni dovuti alle scosse sono basse.

### Clima
Il clima a Calco è oceanico di tipo CFB secondo la classificazione dei climi di Köppen.
Fa parte dei climi temperati delle medie latitudini: il mese più freddo ha una temperatura media compresa tra -3 °C e 18 °C; almeno un mese ha una temperatura media superiore a 10 °C. Pertanto (come tutti i climi di tipo C) è presente sia una stagione estiva sia una invernale. Il clima è temperato umido in tutte le stagioni con estati calde; il mese più caldo ha una temperatura inferiore a 22 °C.
Per gli impianti termici il limite massimo consentito è di 14 ore giornaliere dal 15 ottobre al 15 aprile.
Al di fuori di tali periodi essi possono essere attivati solo in presenza di situazioni climatiche che ne giustifichino l'esercizio e comunque con una durata giornaliera non superiore alla metà di quella consentita a pieno regime.

## Origini del nome
Un'ipotesi fa riferimento al fatto che Strabone, storico e geografo greco (vissuto tra il 63 a. C. e il 19 d. C.) narra che i Romani, per ripopolare il Lario e le sponde dell'Adda, dopo la cacciata dei "barbari" Celti o Insubri, abbiano deportato in queste zone una grande quantità di Greci. Alcuni originari dell'isola di Calchi, nel mar Egeo, insediatisi sulle colline, chiamarono Calco la zona, in ricordo della loro patria lontana, a cui erano stati strappati e alla quale molto somigliava.
Un'altra ipotesi fa risalire il nome alla voce celtica Calk, "calce" o "masso calcareo", a causa dell'esistenza di pietra calcarea nella zona.
Un'ulteriore ipotesi fa risalire il toponimo a un certo Calcos, guerriero greco che avrebbe ricevuto il villaggio in dono dopo aver salvato la moglie del re longobardo Romualdo.

## Storia
Le prime notizie sull'esistenza del paese moderno, o meglio, sull'insediamento umano delle colline calchesi, si trovano in una pergamena del 936-937 d.C., un atto di permuta tra l'arciprete della basilica di San Giovanni Battista e un tale Guarimberto, che firma in qualità di abitante di Calco: Signum + manibus Umberti filii quondam Gumperti de Calego Alcherio signore di Airuno; quest'ultimo, in partenza per una guerra, decide di fare delle donazioni alle chiese di Sant'Alessandro di Brivio e San Damiano di Airuno affinché, in caso di sua morte in battaglia, si officiasse un certo numero di messe a suffragio della sua anima. Prima dell'anno Mille, Calco è citato in altre cinque carte, due atti di vendita redatti a Lecco il 6 aprile del 975, nei quali il Conte di Lecco Attone di Guiberto, vende beni e terreni situati in diverse zone del territorio di Bergamo. Nobile di legge Franca, Attone governava, in nome di Carlo Magno, un vasto territorio a cavallo fra le attuali provincie di Lecco e Bergamo. Questa indicazione consente datare l'origine di Calco con certezza almeno al periodo del regno Longobardo; Umbertus (carta del luglio 975), professandosi di legge longobarda a circa 200 anni dalla conquista Franca, di fatto certifica e mantiene una identità "nazionale" consolidata probabilmente da molto tempo, presente e radicata sulle colline calchesi. Se si pensa alla certa presenza dell'impero Romano nella zona, e ancor prima di altri popoli (Insubri, Celti ecc.), l'ipotesi di datare l'esistenza di Calco all'epoca longobarda può anche essere considerata riduttiva.
La prima notizia certa dell'esistenza di Arlate, o meglio del monastero di Arlate è in una carta del 1162, dove in un atto di cessione di terreni viene certificato che quest'ultimi confinano con il monastero (Monasteri San Columbani), anche se abitanti di un Vico Arelato si definivano tali Podone, Bonone e Auriprando, firmatari come testimoni di tre carte del 879, 983 e 999. Alcuni storici ritengono l'Arelato, citato nelle tre carte, come l'insediamento da cui ebbe origine Arlate mentre altri la pensano diversamente.
Calco fece successivamente parte del Contado della Martesana.
Di orientamento ghibellino, i signorotti di Calco e Arlate con altri paesi della Brianza, nel periodo delle lotte contro i guelfi, otterranno per la loro fedeltà ai potenti di Milano, esenzioni e privilegi vari. Autonome e separate, le due comunità si troveranno coinvolte nelle lotte di successione del Ducato di Milano, con il castello di Calco che venne distrutto in quanto rigugio di ghibellini milanesi; Calco era infatti legato alle vicende dei Calchi, proprietari e signori di vaste zone della Brianza oltre che fedeli vassalli dei duchi di Milano dai quali ottennero onori e potere; Arlate, feudo della famiglia Vimercati, stretto attorno al proprio monastero di suore cluniacensi, a sua volta proprietario di terre, mulini e anime.
Questa fedeltà si rivelerà molto importante per il Duca di Milano quando l'Adda, nel 1428, diventa confine di Stato con la Repubblica di Venezia, ma che porterà danni per gli abitanti dei due paesi, i quali subiranno le conseguenze delle lotte di successione, cioè invasioni periodiche di eserciti, che solitamente si lasciavano dietro, lutti, distruzioni, fame e pestilenze, come ad esempio dopo il passaggio dei Lanzichenecchi nel 1629-30, che lasciò Arlate spopolata. Durante la guerra tra Ducato e Serenissima, il castello di Calco fu rifugio di Francesco Sforza.
Spagnoli, Francesi, Tedeschi e altri contribuirono in modo notevole a peggiorare le già precarie condizioni materiali delle due comunità. Solo con l'arrivo degli Austriaci (1713 trattato di Utrecht), e il loro insediamento come nuovi padroni, si assiste ad un periodo di relativa tranquillità.
Sotto il governo di Maria Teresa d'Austria comincia una nuova era, almeno per i ceti più abbienti. Si riordina l'amministrazione dello Stato, si incentiva e si organizza la produzione agricola, si dà impulso alle comunicazioni e alla nascente industria.
Nel riordino della pubblica amministrazione si procede alla stesura del catasto delle terre, (che si chiamerà in suo onore Teresiano) e all'accorpamento delle comunità più piccole. In relazione a questa riforma nel 1753 le due comunità autonome di Calco e Arlate sono unificate in un'unica realtà amministrativa, da quella data inizia la vicenda del comune di Calco.
Abitato prevalentemente da contadini, coloni o pigionanti di nobili famiglie, il comune, dal punto di vista sociale, segue le vicende di altri comuni della zona, con problemi di vario genere legati soprattutto alle miserevoli condizioni di vita della popolazione, alla mancanza d'istruzione e all'assenza di concrete prospettive per la stragrande maggioranza degli abitanti del paese.
L'avvento del Regno d'Italia non migliora eccessivamente le misere condizioni del popolo, anzi in alcuni casi le peggiora. Il 21 febbraio 1897 il consiglio comunale di Calco minaccia di dimettersi in massa perché in disaccordo sull'applicazione del raddoppio della tassa famiglia da 600 a 1200 lire annue (il focatico).
Durante il periodo fascista vi è un'unificazione "spontanea" dei comuni di Olgiate Molgora, Calco e Mondonico su proposta del Capo del Governo Primo Ministro Segretario di Stato e Ministro per gli affari Interni Benito Mussolini, che ha la facoltà di ampliare, unire, sciogliere ecc. i comuni del Regno, secondo il decreto legge n. 382 del 17 marzo 1927; il re d'Italia Vittorio Emanuele III ratifica la proposta di Mussolini per i tre comuni il 2 giugno 1927 con regio decreto n. 1032. Egli aggrega i comuni di Calco e Mondonico ad Olgiate Molgora, modificandone il nome in quello di Olgiate Calco con regio decreto del 15 gennaio 1928 n. 79 pubblicato sulla Gazzetta ufficiale il 6 febbraio 1928 con il numero 30. Oltre a Calco, Olgiate e Mondonico, moltissimi altri comuni italiani sono aggregati d'imperio dal governo di Benito Mussolini.
Terminato il ventennio fascista, si risveglia lo spirito "libero" dei calchesi che, come in molti altri comuni, chiedono di tornare autonomi e indipendenti. Il comune entra nella sovranità amministrativa il 13 settembre 1953, data dalla quale scompare il comune di Olgiate Calco come luogo di nascita di molti calchesi. 
Il sistema difensivo è stato realizzato probabilmente dai signorotti del vicino paese di Calco, la nobile famiglia Calchi, proprietaria di vasto territorio nella zona, a cui successivamente subentrano i nobili Vimercati; di questo contesto difensivo oggi si è persa ogni traccia. Il paese o borgo di Arlate, è già citato in una serie di atti notarili dei secoli IX-X dove compaiono i nomi di tali: Auriprando, Bonone e Podone che firmano in qualità di testimoni tali documenti dichiarando di abitare in Vico arelato, oltre che certificare la loro appartenenza alla legge longobarda
In seguito a varie controversie, oltre che con le monache dell'Annunciata, anche con Brivio e Imbersago, la chiesa era diventata nel 1681 sede della parrocchia dei SS. Gottardo e Colombano con giurisdizione e cura di circa 180/200 anime. Con l'arrivo dei francesi e la conseguente soppressione del monastero dell'Annunciata di Milano, vengono confiscati e incamerati anche i beni ancora posseduti in Arlate dalle monache, ponendo così fine alla pluricentenaria presenza cluniacense nel paese, dove rimane, come unica testimonianza del loro passaggio, la chiesa.
Geograficamente il paese è diviso in due parti: Calco inferiore o Calco "basso", parte principale e preponderante del paese, e Calco superiore o Calco "alto", vicino a Sartirana, frazione di Merate. Nel campanile della chiesa ci sono cinque campane in DO3 fuse da Pruneri nel 1886. All'interno della chiesa c'è un organo costruito nel 1772 dai Serassi e restaurato nel 1995 dai fratelli Pirola di Sovico.

### Simboli
Lo stemma e il gonfalone sono stati concessi con decreto del presidente della Repubblica del 23 ottobre 1997.
(D.P.R. del 23 ottobre 1997)
Il gonfalone è un drappo di azzurro.

## Monumenti e luoghi d'interesse

### Architetture religiose
- Chiesa di San Vigilio a Calco Inferiore, di epoca barocca[7], edificio costruito in adiacenza alla chiesa di Sant'Agostino[9].

- Chiesa dei Santi Gottardo e Colombano ad Arlate,[10][11] dell'XI secolo, dedicata a san Gottardo ed al santo missionario irlandese Colombano, struttura romanica[10]'.

### Architetture civili

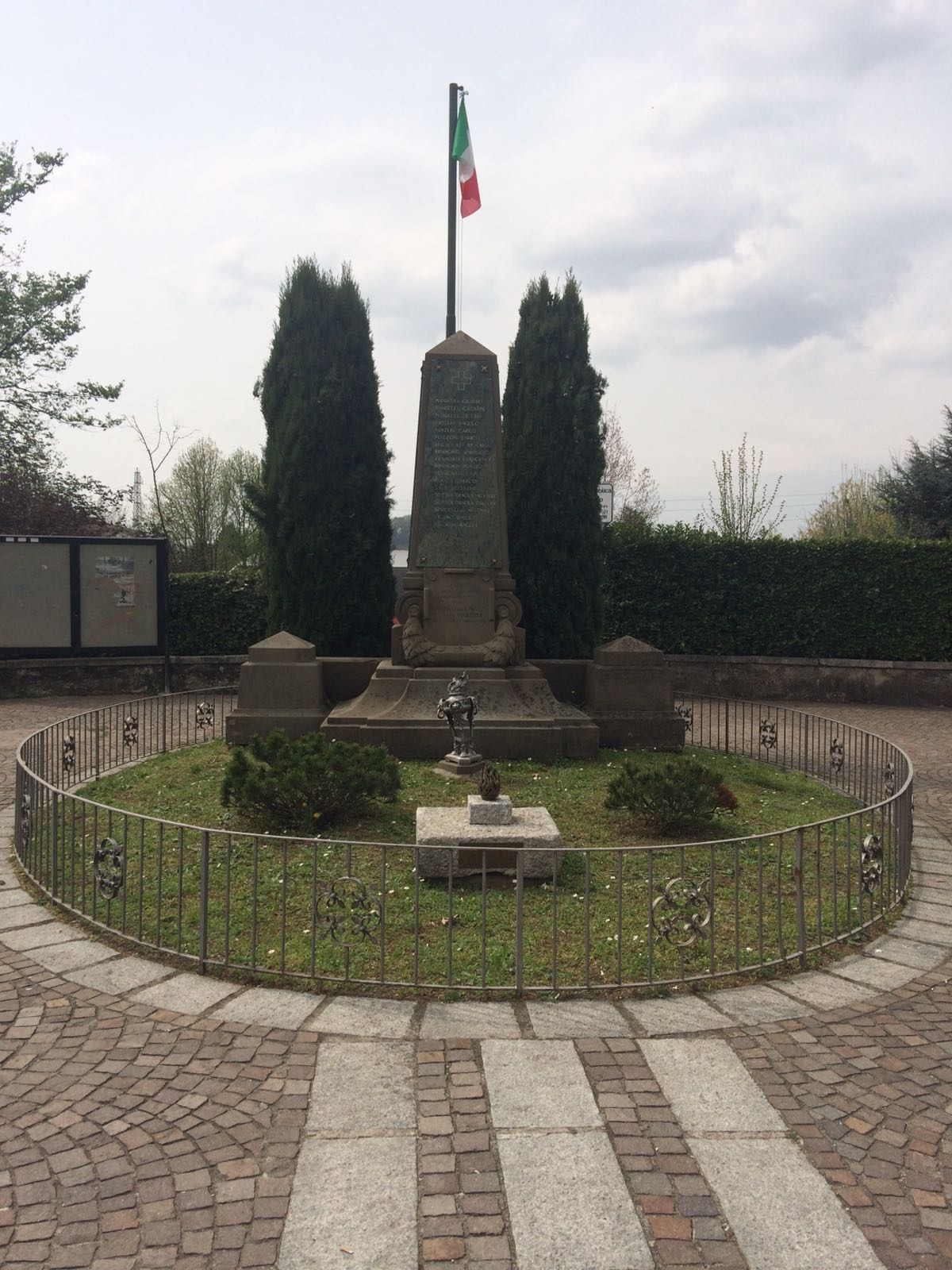
Monumento in onore dei caduti della seconda guerra mondiale

- Villa La Vescogna, in stile barocco, contraddistinta dalla presenta di due torrette di guardia medievali in facciata.[7][12]
- Villa Calchi è una dimora cinquecentesca con affreschi del primo Rinascimento lombardo. Gode di una posizione unica trovandosi in cima a un colle da cui si ammira il lago di Sartirana. All'orizzonte si può scorgere il centro urbano di Milano. A nord sono visibili il Resegone e la Grigna. La villa è appartenuta a Bartolomeo Calchi, governatore del Ducato di Milano mentre Ludovico il Moro era al potere. Recentemente restaurata, apre le sue porte per ospitare matrimoni; i suoi saloni sono molto ampi e permettono di accogliere gli ospiti in un unico ambiente. Le terrazze esterne consentono varie personalizzazioni negli allestimenti. È inoltre presente un vigneto oggetto di un restauro paesaggistico.
- Villa Moriggia Castelfranchi Caprotti fu costruita per aggiunta di varie strutture nel corso dei secoli. Dotata di chiesetta della fine del XVI secolo, la villa nacque probabilmente convento.[12]
- Villa Moriggia, che nella sua parte più antica risale al XV secolo.[13]
- Villa Strigelli, già esistente agli inizi del Settecento.[14]
- Villa Camerini[15] e Villa Cavalli[16], entrambe realizzate nel XVIII secolo.
- Davanti alla chiesa di San Vigilio è presente un monumento in onore dei propri figli caduti per gli ideali della patria e della giustizia della guerra del 1915-1918.

### Architetture militari
Sono presenti alcune torri militari facenti parte dell'antico sistema difensivo milanese e oggi adibite ad abitazioni.

### Aree naturali
Fra le colline di Calco Superiore si estende il territorio di Sartirana, dove si trova il lago omonimo.

## Società

### Evoluzione demografica
- 518 nel 1751
- 724 nel 1771 con Arlate
- 934 nel 1803
- 1 239 nel 1853
- 1 786 nel 1901
- annessione ad Olgiate Molgora come Olgiate Calco nel 1927[17]

Abitanti censiti

### Etnie e minoranze straniere
Gli stranieri residenti nel comune sono 542, ovvero il 10,6% della popolazione. Di seguito sono riportati i gruppi più consistenti:
1. Marocco, 84
2. Romania, 72
3. Albania, 67
4. Burkina Faso, 35
5. Perù, 29
6. Senegal, 27
7. Costa d'Avorio, 24

### Lingue e dialetti
Oltre alla lingua italiana, a Calco è utilizzato il locale dialetto brianzolo, una variante della lingua lombarda.

### Religione
La maggior parte degli abitanti è di religione cristiana.
Il paese è costituito di due parrocchie: San Vigilio (Calco) e Santi Gottardo e Colombano (Arlate).

## Cultura

### Istruzione

#### Biblioteche
Nel paese è presente una biblioteca civica.

#### Scuole
Sono presenti una scuola dell'infanzia situata vicino alla chiesa di San Vigilio, una scuola primaria e una scuola secondaria di primo grado. Tutti questi complessi sono interamente alimentati a pannelli solari e fotovoltaici.

### Teatro
All'interno del paese è presente un teatro di proprietà della parrocchia.

### Musica
È presente una scuola di musica che offre corsi di musica di pianoforte, violino e viola, violoncello, flauto, batteria e percussioni, chitarra classica –acustica- elettrica, basso elettrico, tromba, clarinetto e sassofono, canto lirico e moderno, teoria musicale, musica d'insieme 1º e 2º livello.

## Geografia antropica

### Suddivisioni storiche
- VESCOGNA: Probabilmente il più antico insediamento del paese, la posizione dominante e la vicinanza del lago di Sartirana ne aiutarono lo sviluppo. È stata abitata nel tempo dalle famiglie Calchi, Marliani, Porta e altri. Ebbe una certa notorietà durante il periodo della successione al Ducato di Milano, con il conflitto tra Sforza e Veneziani.
- SANT'AMBROGIO: Un'antica chiesetta ritenuta da molti storici antecedente all'anno mille. Era di proprietà della famiglia Calchi.
- RONCO: Il nome deriva dalla conformazione della zona collinare sulla quale è posta. La posizione panoramica e l'architettura fanno pensare che non sia mai stata abitata da contadini, ma da qualche notabile della zona.
- TORRE: Antica torre di guardia appartenente al sistema difensivo del Ducato di Milano. Un tempo era abitata dai contadini al servizio dei signori.
- TORRICELLA: Deve il nome a una torre, ancora in parte esistente al centro della frazione, un tempo in collegamento con le altre torri del sistema difensivo milanese.
- ONAZZO: Posta in una posizione panoramica sulla sommità della omonima collina, in antichità si chiamava Belvedere.
- VESCURIA: indica il nome di origine romana, deriva da "valle oscura". Agglomerato di case contadine situate al termine della valle, quasi al confine con Olgiate Molgora.
- GRANCIA: Posta sulla balconata che si apre sulla valle ai piedi della collina di Onazzo. L'architettura fa pensare ad un uso non contadino, la tradizione dice che sia stato in origine un convento degli Umiliati. Gli umiliati iniziarono una lenta decadenza, finché, complice anche un eccesso di beni materiali più di quelli spirituali, vennero soppressi dal cardinale Carlo Borromeo e i loro beni passarono ai Benedettini. Ci sono due possibilità sul nome, la prima lo fa derivare da Grangia, nome che veniva dato ai conventi dagli Umiliati; l'altra lo fa risalire al nome spagnolo Granja, "fattoria", "grangia", complesso rurale abitato da contadini. La frazione non era abitata da soli contadini, ma anche da famiglie nobili quali Moretti, Camerini, Alzona e altre.
- BOFFALORA: Antica proprietà del monastero di Arlate. Agglomerato posto in posizione dominante sul colle che si addentra nella valle dell'Adda, deve il nome al fatto che era battuta a momenti alterni dal vento. C'è un oratorio dedicato a sant'Antonio di Padova.
- COLOMBÈ: Agglomerato di case poste al centro del paese, attualmente completamente ristrutturato. Probabilmente il nome deriva da colombaio, luogo dove si allevano i colombi, con questo termine si definiva anche l'insieme dei contadini che lavoravano per un determinato padrone.
- POMEO: Il nome deriva per alcuni dalle distese piantagioni di mele, per altri dal nome della dea romana Pomona.
- CEREINA: Il nome deriva dalla presenza di piante di cerro.
- CORNELLO: Antico agglomerato posto ai piedi della collina di Onazzo. Il nome deriva da corno, altura, collinetta isolata da altre emergenti.
- CAMPO SUPERIORE - CAMPO INFERIORE: insediamenti rurali divenuti nei secoli due frazioni distinte, poste sul rialzo nei pressi della palude dei Calendoni.
- GRUGANA: Frazione rurale posta al confine con Cascina Fra' Martino. Nei secoli passati fu causa di diatribe fra le parrocchie di Calco e Imbersago per la giurisdizione religiosa degli abitanti e relative elemosine.
- FABENE: Situata sul piano digradante verso la valle dell'Adda, è un piccolo agglomerato di case. Un tempo era sotto San Vigilio.
- RONCHETTO: Situata su un ripiano collinare del pianoro sovrastante l'abitato di Cereina. Il nome deriva dalla divisione in balze del fianco della collina: I brianzoli "ronchi".
- PIANO: Ubicata su un pianoro, il nome è in coerenza con la posizione. Fino ai primi del Novecento era sotto al beneficio del Santuario della Madonna del Bosco.
- MOLINETTO: Incassato nella valle del torrente Bebrà, era uno dei tanti mulini sparsi nella Brianza. Dopo molti anni da mulino, è stato trasformato in un torchio per l'olio. Ha terminato l'attività alla fine della prima guerra mondiale.
- RONCACCIO: Situato nella zona alta di Calco verso la Grugana, deve il suo nome ai ronchi, soltanto che molto più ripidi e impervi che altrove. Esisteva una specie di laghetto, trasformatosi poi in palude e successivamente stazione di pompaggio del gasdotto della Valtellina.
- SCAGNELLO: è uno dei due più recenti insediamenti di Calco. È situata sul confine un tempo di Sabbioncello ora di Merate. Ai piedi della balza su cui è posta la frazione sul limitare dell'antica palude dei Calendoni, si trovano tracce di una strada di collegamento con Calco risalente almeno al periodo medievale. Unica traccia visibile rimasta, di una strada un tempo probabilmente molto frequentata, un'antica cappelletta con l'effige della Vergine molto deteriorata, costruita, come altre, per proteggere i viandanti dai notevoli pericoli del viaggiare.
- GERA: Il nome ghiaia indicherebbe che nella zona esistevano delle cave di questo materiale, ma, non avendo riscontri documentari, è solo una teoria.
- CAVIGGIOLO: a sud-est di Calco Superiore.

### Frazioni
CALCO SUPERIORE: è l'insieme delle località collinari: Vescogna, Sant'Ambrogio, Torre, Ronco, Grugana, Caviggiolo, Ronchetto ecc. Alessandro Calchi fece costruire una chiesetta dedicata ai santi Carlo e Maddalena (368 m s.l.m., 354 abitanti).
ARLATE: è una frazione del comune, si differenzia dal paese principalmente perché è collocata in una zona più pianeggiante.

## Infrastrutture e trasporti

### Strade
Il comune è attraversato dalla Strada Statale 342 "Briantea", Como – Bergamo e dalla Strada statale 36 del Lago di Como e dello Spluga

### Ferrovie
Viene servito dalla stazione di Olgiate-Calco-Brivio, posta sulla linea Lecco-Milano.

## Amministrazione

### Gemellaggi
Calco è gemellata con due città del mondo:
- Náquera[senza fonte]
- Saint-Germain-Laprade[senza fonte]